# Systoechus argyropogonus
Systoechus argyropogonus är en tvåvingeart som beskrevs av Hesse 1938. Systoechus argyropogonus ingår i släktet Systoechus och familjen svävflugor. Inga underarter finns listade i Catalogue of Life.